# Iecava (novads)
Pour les articles homonymes, voir Iecava (homonymie).
Iecava est une ancienne novads de Lettonie, situé dans la région de Sémigalie. Créée en 2003, elle est supprimée en 2021 et fusionnée dans la municipalité de Bauska. En 2009, sa population est de 9 845 habitants.

## Historique
La municipalité d'Iecava ((en letton Iecavas novads), est formée en 2003 à partir d'une partie du district de Bauska. Le 12 août 2003, les députés du conseil paroissial d'Iecava ont décidé à l'unanimité de créer la novads d'Iecava dans les limites administratives territoriales de la paroisse civile d'Iecava et, sur la base du règlement 708, adopté par le Conseil des ministres le 16 décembre 2003, « Dispositions sur la création de la municipalité d'Iecava du district de Bauska ».
Elle se compose de dix localités : Audrupi, Dimzukalns, Dzelzāmurs, Dzimtmisa, Iecava, chef-lieu, Rosme, Vanči, Zālīte, Ziemeki et Zorgi. En 2020, elle compte 8 353 habitants.
Après la réforme administrative et territoriale de 2021, elle est supprimée et fusionnée avec la nouvelle municipalité de Bauska.